# Horní Těšice
Horní Těšice (in tedesco Ober Tieschitz) è un comune della Repubblica Ceca facente parte del distretto di Přerov, nella regione di Olomouc.